# Youngblood (álbum)
Youngblood  es el segundo álbum de estudio de Carl Wilson, miembro fundador de The Beach Boys. Fue editado por Caribou Records en 1983. Fue reeditado en CD el 21 de septiembre de 2010.

## Lista de canciones
Todas las canciones por Carl Wilson y Myrna Smith excepto donde se indica.
1. "What More Can I Say" – 3:26
2. "She's Mine" – 3:04
3. "Givin' You Up" (Carl Wilson, Myrna Smith y Jerry Schilling) – 4:41
4. "One More Night Alone" (Billy Hinsche) – 3:05
5. "Rockin' All Over the World" (J.C. Fogerty) – 3:00
6. "What You Do to Me" (John Hall y Johanna Hall) – 3:56
7. "Young Blood" (Jerry Leiber, Mike Stoller y Doc Pomus) – 2:42
8. "Of the Times" – 4:07
9. "Too Early to Tell" (Carl Wilson, Myrna Smith y John Daly) – 2:51
10. "If I Could Talk to Love" – 4:10
11. "Time" – 3:00

- Bonus track de la edición en CD

1. "Givin' You Up" (Carl Wilson, Myrna Smith y Jerry Schilling) - 4:14

## Créditos
- Carl Wilson – voz, guitarra

Músicos de apoyo
- Geo Conner - guitarra, voces de fondo
- Jeff Baxter – guitarra, voces de fondo
- Elliott Randall – guitarra
- Trevor Veitch – guitarra
- John Daly – guitarra
- Billy Hinsche – teclados, guitarra, voces de fondo
- Ed Greene – batería
- Alan Krigger – batería
- Vince Colaiuta – batería
- Neil Stubenhaus – bajo eléctrico
- Gerald Johnson – bajo eléctrico
- Jim Ehinger – piano, teclados
- Nicky Hopkins – piano
- Lon Price – tenor saxofón
- Bryan Cummings – tenor saxofón
- Ron Viola – tenor saxofón
- Jerry Peterson – saxofón barítono
- Lee Thornburg – tenor saxofón, flüglehorn (o fliscorno)
- Myrna Smith – voces de fondo
- Timothy B. Schmit – voces de fondo
- Burton Cummings – voces de fondo
- Billie Barman – voces de fondo
- Phyllis St. James – voces de fondo
- Krohn McHenry – voces de fondo

Personal técnico
- Jeff Baxter – productor de grabación
- Larold Rebhun – ingeniero de sonido